# Cameron Island (Antarktika)
Cameron Island ist eine kleine Insel im Archipel der Windmill-Inseln vor der Küste des ostantarktischen Wilkeslands. Sie gehört zur Gruppe der Swain-Inseln und liegt unmittelbar nördlich der Insel Hailstorm Island.
Luftaufnahmen der Insel entstanden bei der US-amerikanischen Operation Highjump (1946–1947) sowie 1956 im Rahmen der Australian National Antarctic Research Expeditions und bei einer sowjetischen Antarktisexpedition. 1957 nahmen Wissenschaftler der Wilkes-Station unter der Leitung des US-amerikanischen Polarforschers Carl R. Eklund (1909–1962) eine Vermessung vor. Eklund benannte sie nach Richard Leo Cameron (* 1930), leitender Glaziologe auf der Wilkes-Station im selben Jahr.